# Clube de Natação e Regatas São Salvador
El Clube de Natação e Regatas São Salvador fue un equipo de fútbol de Brasil que jugó en el Campeonato Baiano, la primera división del estado de Bahía.

## Historia
Fue fundado el 1 de septiembre de 1902 en el municipio de Salvador, Bahia por idea de Torquato Correia luego de regresar de su viaje por Río de Janeiro y ver al CR Flamengo y al no darse cuenta de la existencia de equipos náuticos en Salvador, Bahia ya que en esa época solo existía en Esporte Clube Vitória como un equipo pequeño, por lo que regresó a Río de Janeiro y consiguió algunas flotas para practicar el nuevo deporte y generar apoyo de los pobladores.
En enero, por una confusión, 20 jugadores del Esporte Clube Vitória se fueron a Salvador, Bahia, creando una sección de fútbol del São Salvador, consiguiendo la preferencia del público y São Salvador se convirtió en la sociedad deportiva más querida de la época. En ese año fue uno de los cuatro equipos fundadores del Campeonato Baiano, donde en su primera edición llegaron a la final del torneo donde perdieron contra el Clube Internacional de Cricket.
En 1906 gana su primer título del Campeonato Baiano, y repitieron con el título estatal en 1907, donde permaneció jugando en la primera división estatal hasta 1912, año en el que su sección de fútbol desaparece por problemas internos, aunque el São Salvador continúa existiendo en los deportes náuticos.
El club participó en las siete primeras ediciones del Campeonato Baiano hasta 1912.

## Palmarés
- Campeonato Baiano: 2

1906, 1907